# Floor van Leeuwen
Floor van Leeuwen (Utrecht, 16 november 1936 – 9 juni 2021) was een Nederlandse assistent-trainer.

## Biografie
Van Leeuwen begon in 1967 als trainer van de Schaatsvereniging Utrecht, welke functie hij combineerde met zijn werk als chef buitendienst bij Coca-Cola. Trainer Egbert van 't Oever haalde hem hierna binnen als trainer van het Gewest Noord-Holland/Utrecht. Hierna werkte Van Leeuwen - via Team SpaarSelect - tot seizoen 2009/2010 voor het Control-team van Jac Orie. Met Orie was hij medeverantwoordelijk voor de successen van Gianni Romme, Erben Wennemars, Marianne Timmer en Mark Tuitert. Op 14 maart 2010 nam hij in Thialf afscheid als trainer, maar enkele maanden later werd hij alsnog interim-trainer en later assistent-trainer van de schaatsploeg die later dat jaar Team Liga werd.
Van Leeuwen overleed op 84-jarige leeftijd.

## Persoonlijk
- In 1964 tijdens de Ronde van Loosdrecht kwam hij generatiegenoot Van Leeuwen tegen die vervolgens op zijn verzoek krentenbollen haalde in het dorp.[3]
- In april 2009 is Van Leeuwen getrouwd met Ernestine van Leeuwen.

## Quote
Ik ben een coach die gebruikmaakt van intuïtie en vertrouwen bij de sporters

## Onderscheiding
- In 2007 benoemd tot Ridder in de Orde van Oranje Nassau.[5]
- In 2012 de Blijk van erkenning van KNSB-bestuurslid Tjaart Kloosterboer, een onderscheiding voor personen die zich, in welke vorm ook, verdienstelijk hebben gemaakt voor de schaatssport.[6]